# Jacometto Veneziano
Jacometto Veneziano (fl. XV secolo) è stato un pittore e miniatore italiano del primo Rinascimento, attivo tra il 1472 e il 1497.

## Biografia
L'attività artistica di Jacometto Veneziano è conosciuta solo per le note lasciate dallo storico e collezionista d'arte Marcantonio Michiel.
La prima nota del Michiel riporta che nel 1472 Jacometto eseguì un ritratto, ora perduto, del neonato Carlo Bembo, figlio di Bernardo.
Dalla testimonianza di Michiel si può dedurre che Jacometto fu principalmente attivo come miniatore come pittore di tavole di piccole dimensioni, perlopiù ritratti.

### Opere
- Ritratto di Alvise Contarini (1485–1495), Metropolitan Museum, New York
- Ritratto di un ragazzo (1475–1480), National Gallery, Londra
- Ritratto di un giovane uomo (1480), Metropolitan Museum of Art, New York
- Ritratto di uomo, (1475–1497), National Gallery, Londra
- Ritratto di Bartolomeo Cepolla (v. 1470), Lowe Art Museum, Miami
- Ritratto di Dama, Philadelphia Museum of Art
- Ritratto di donna, forse una suora di San Secondo, sorella di Vivarini, (1485–1495), Metropolitan Museum, New York
- Ritratto di donna  (novizia dell'Ordine di San Secondo), Cleveland Museum of Art
- San Sebastiano, Accademia Carrara, Bergamo
- Ritratto di giovane (1472–1497), Collezione privata, già collezione Contini Bonacossi.

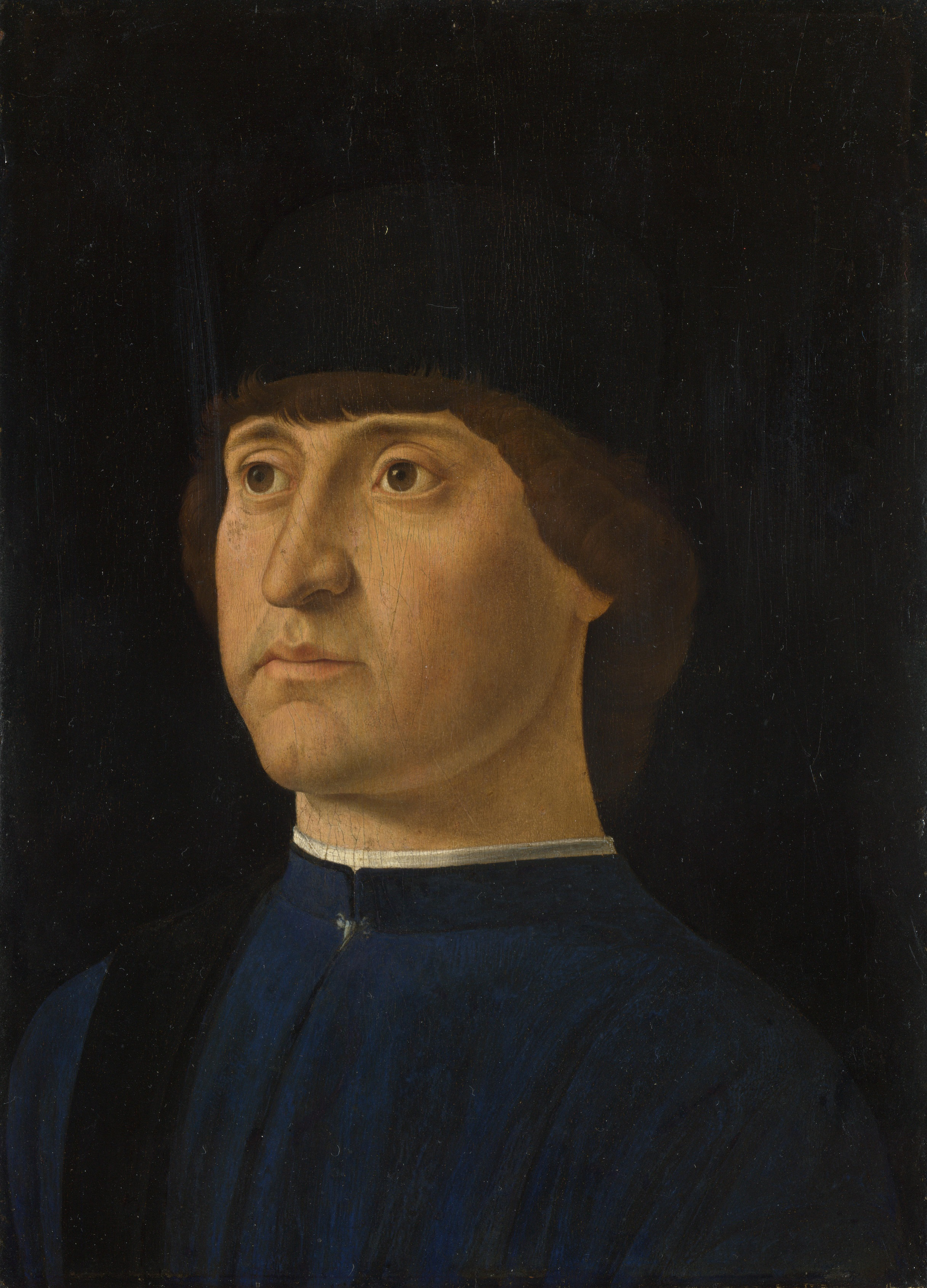
Ritratto d'uomo, National Gallery, Londra
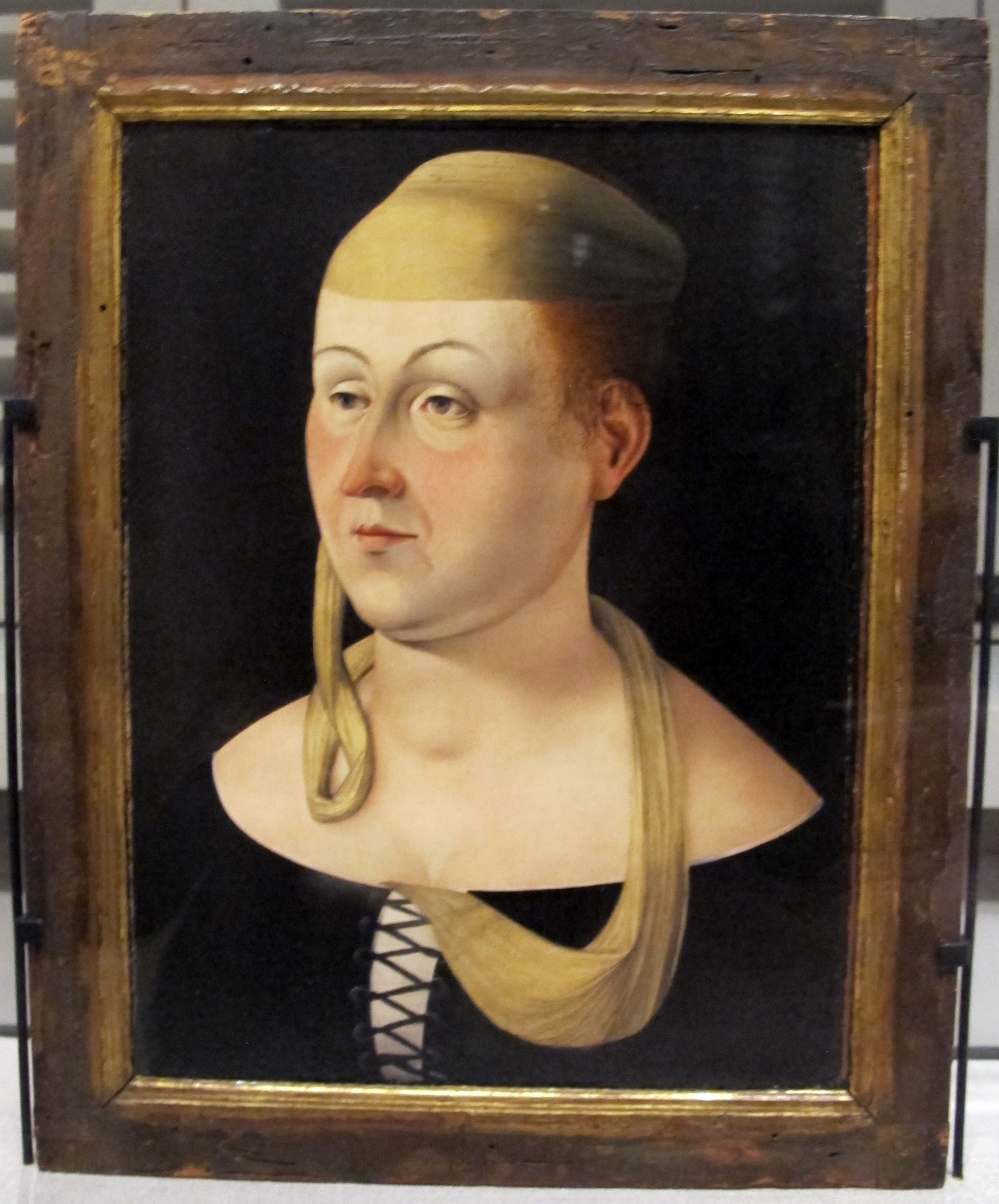
Ritratto di Dama, Philadelphia Museum of Art
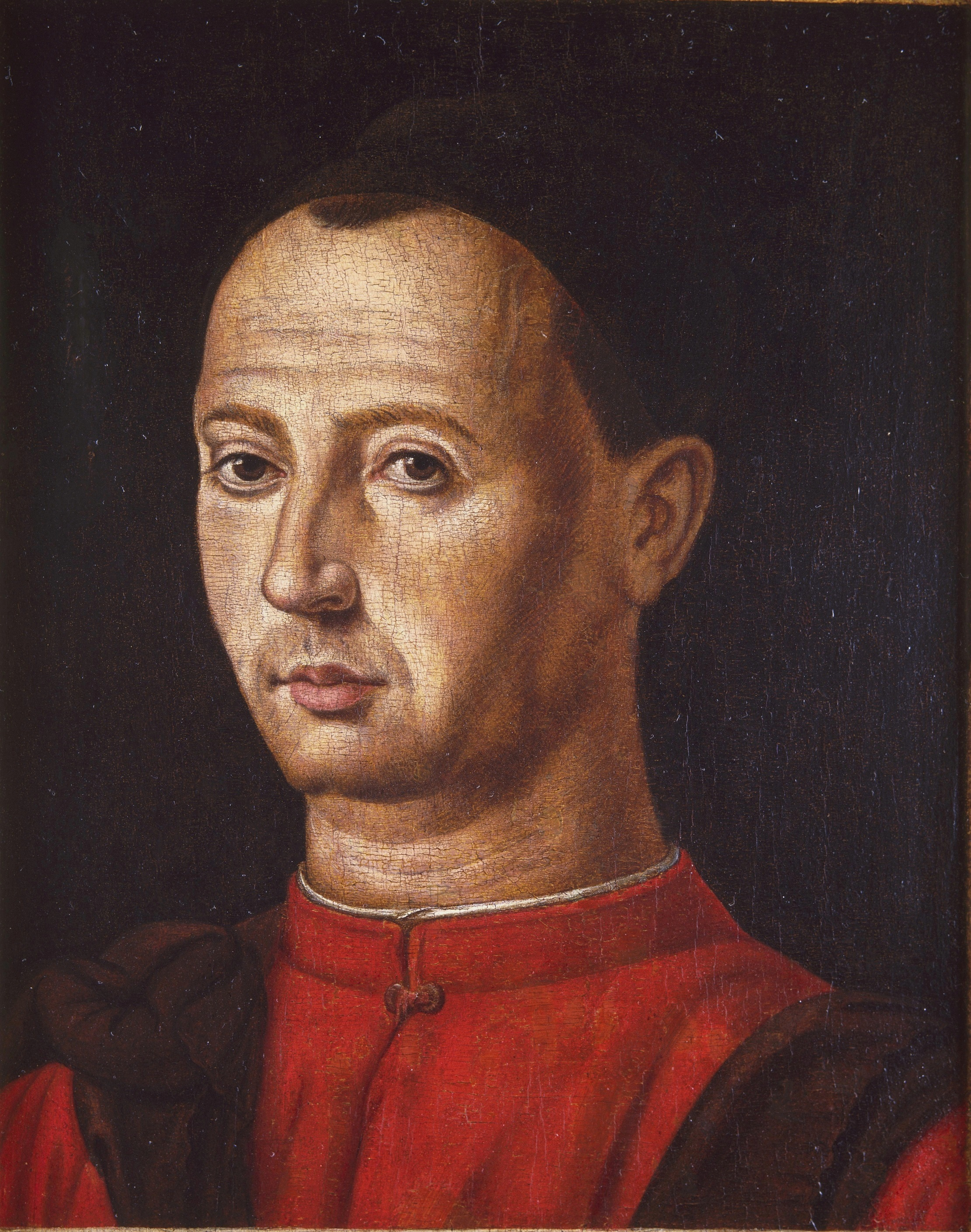
Bartolomeo Cepolla (v. 1470), Lowe Art Museum.
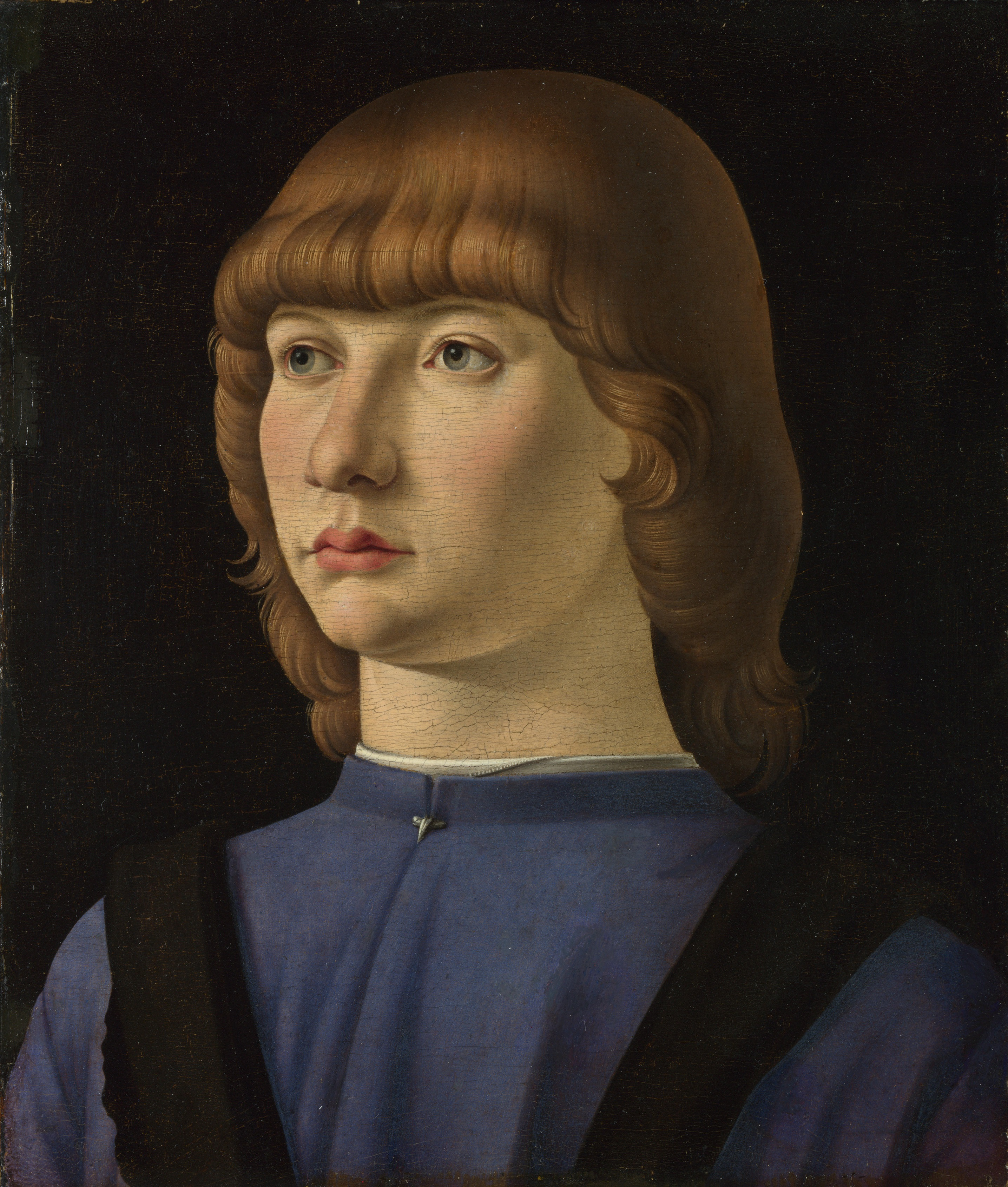
Ritratto di un ragazzo (1475-1480), National Gallery, Londra
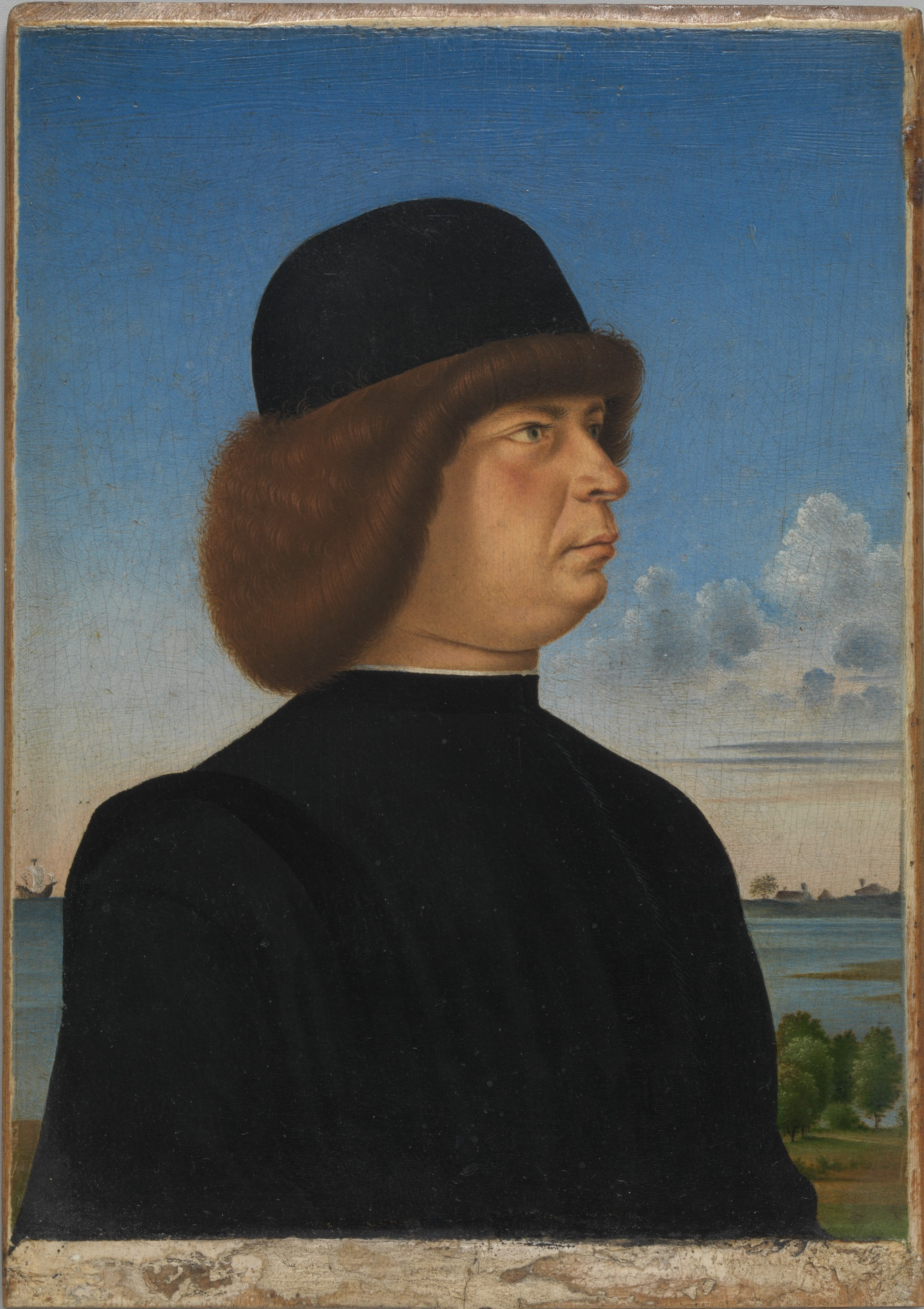
Alvise Contarini (1485-1495) Metropolitan Museum.
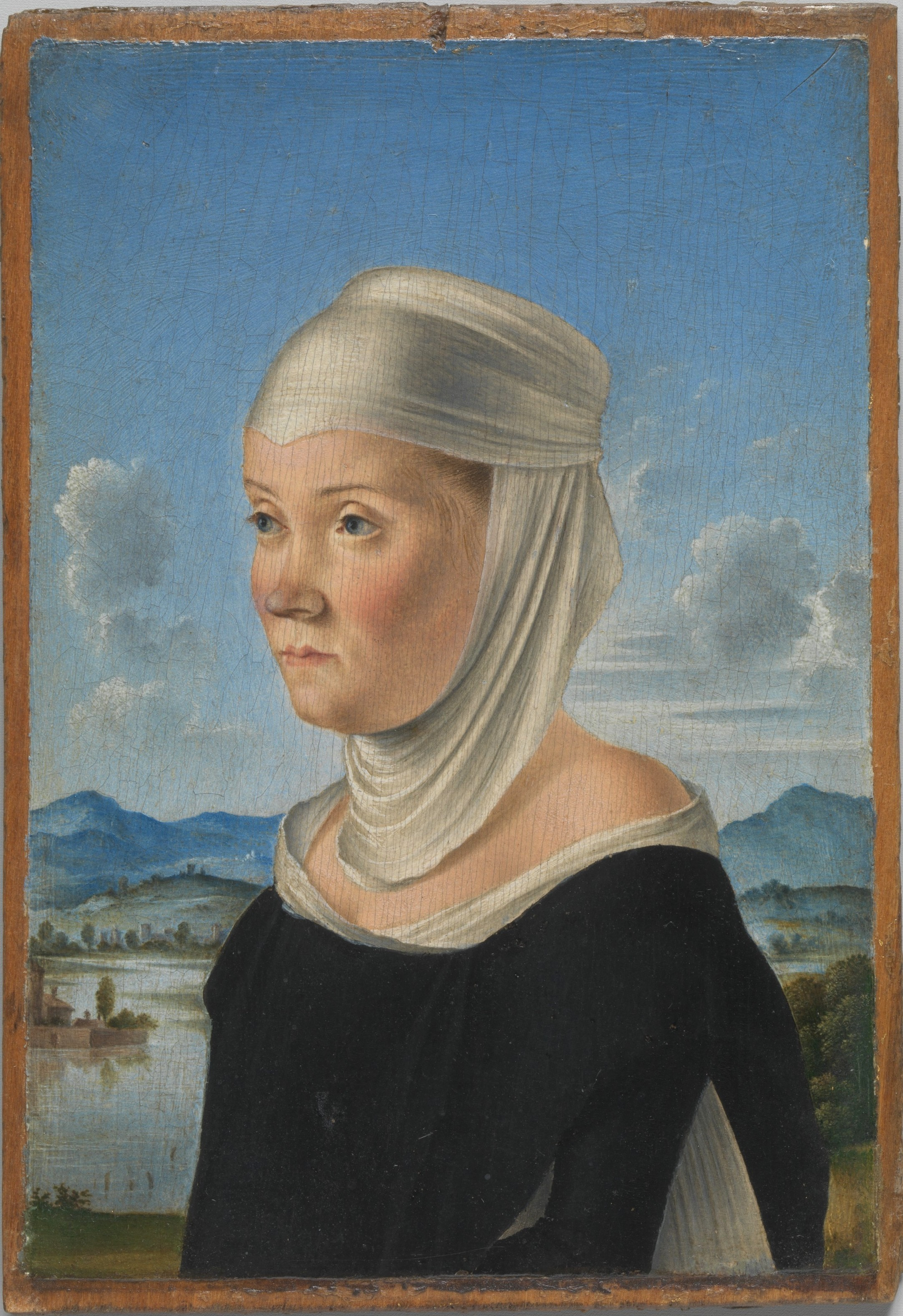
Ritratto di una religiosa (1485-1495) Metropolitan Museum
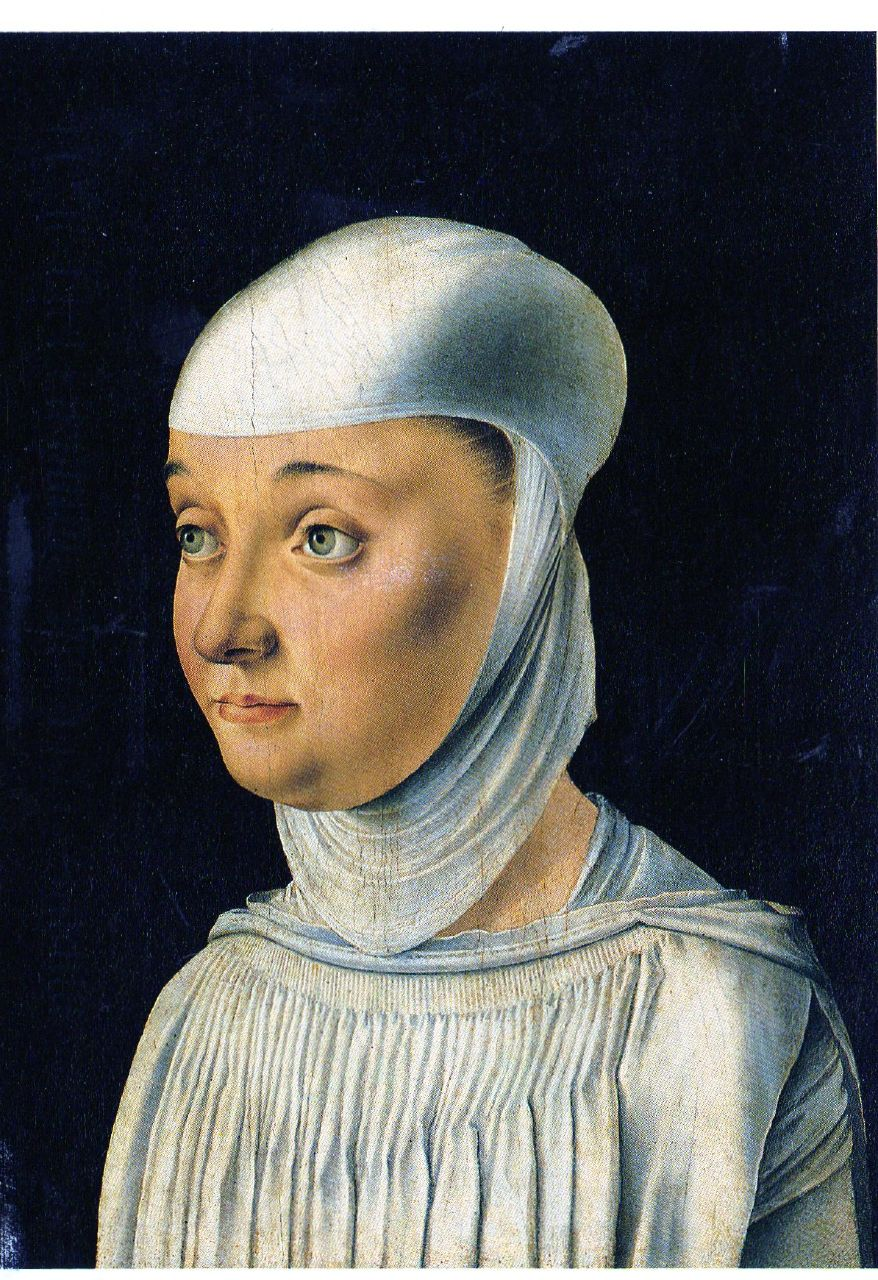
Ritratto di una novizia (v. 1490) Cleveland Museum of Art
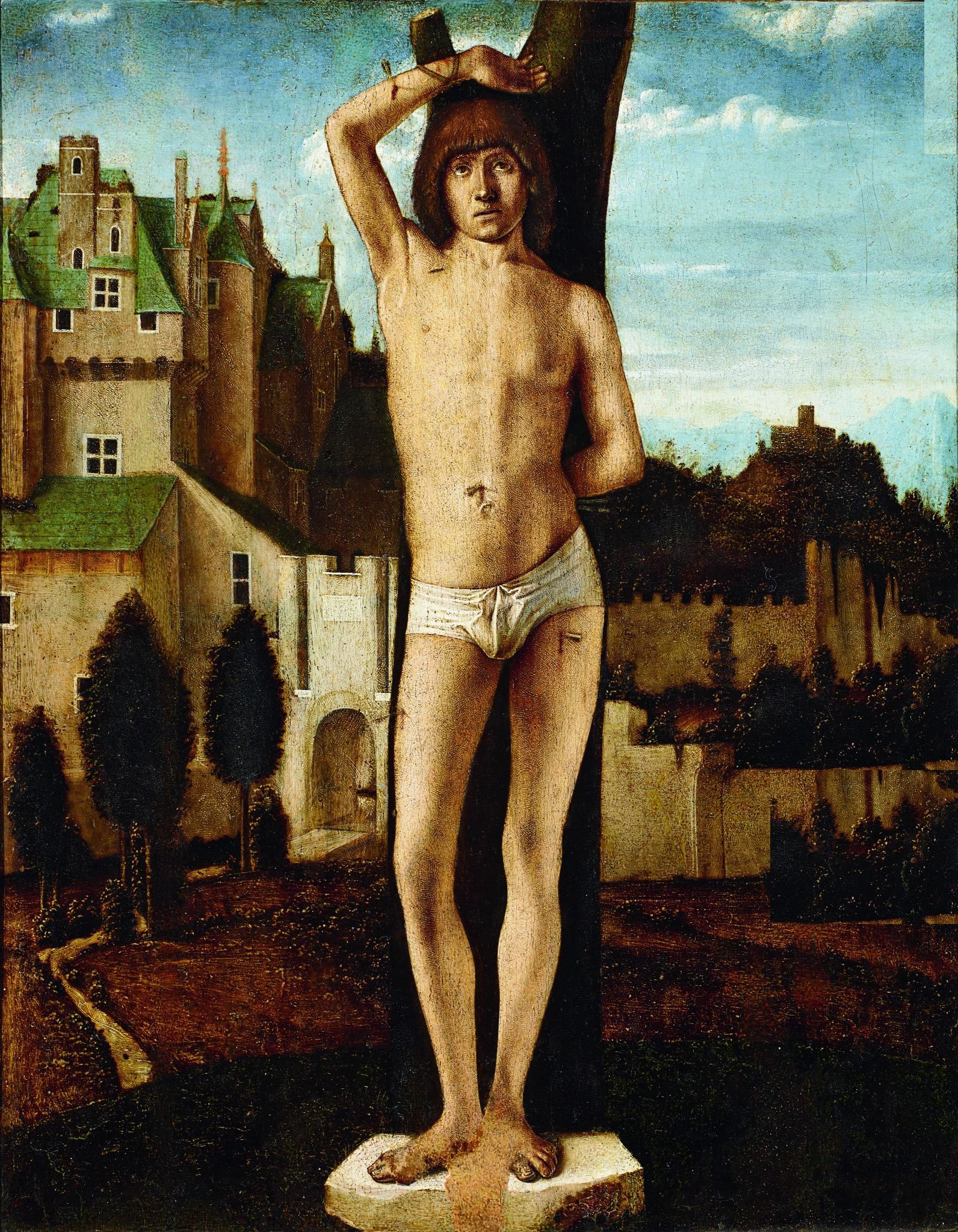
San Sebastiano Accademia Carrara, Bergamo
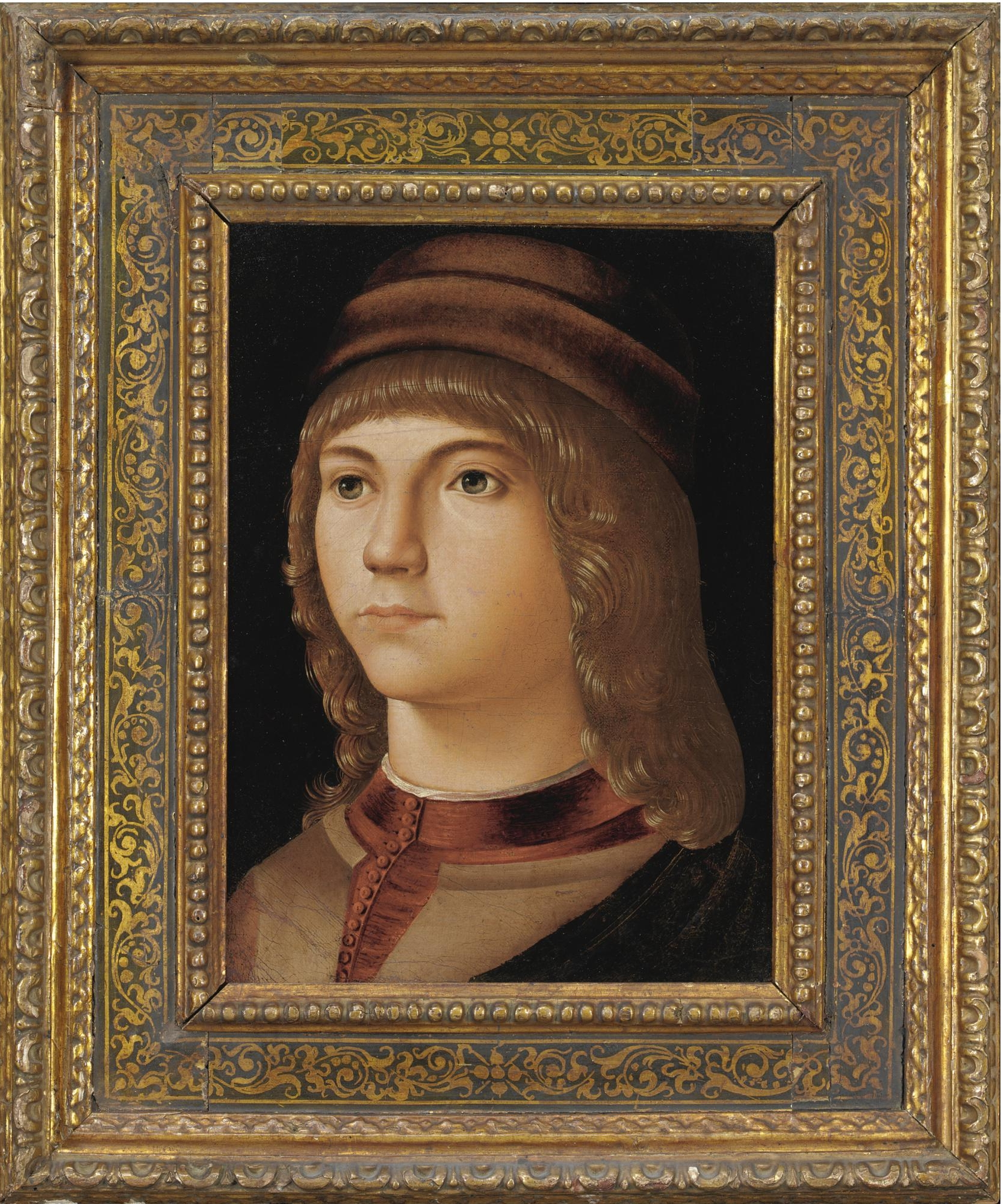
Ritratto di giovane, collezione privata, già collezione Contini Bonacossi